# Helena szwedzka
Helena (zm. po 1157) – księżniczka szwedzka i królowa duńska, żona Kanuta V.

## Życiorys
Była córką króla szwedzkiego Swerkera I Starszego i królowej Ulvildy. W 1156 opuściła ojczyznę i wyszła za mąż za króla duńskiego Kanuta V W 1157 po śmierci męża powróciła do Szwecji, gdzie wstąpiła do opactwa Vreta.